# Commiphora rostrata
 (juillet 2009).
Si vous disposez d'ouvrages ou d'articles de référence ou si vous connaissez des sites web de qualité traitant du thème abordé ici, merci de compléter l'article en donnant les références utiles à sa vérifiabilité et en les liant à la section « Notes et références ».
Espèce
Classification phylogénétique
Commiphora rostrata est une espèce de plante de la famille des Burseraceae vivant dans les régions sèches de l'Afrique de l'est.

## Description générale
Commiphora rostrata est un arbuste odoriférant de la famille des Burseraceae, de 3,5 m maximum. Son tronc exsude abondamment une sève claire. Les pousses latérales se terminent en forte épines. L’écorce est molle, pourpre sombre ou marron, à presque noir.
Les fleurs sont dioïques, avec une petite tige, rouge profond. Les fruits sont rouges, pointus, avec des tiges hérissées. La plantes est habituellement sans feuilles au moment de la floraison.

## Distribution
Il est présent en Somalie, Éthiopie et Kenya, jusqu’à 1000 m d’altitude. L’espèce est commune sur les sols sablonneux et de gravier ou sur les sols rocailleux. Croît dans des zones de pluviométrie de 200 à 600 mm.